# Pomponio Severo
Gaio Pomponio Severo (... – Faventia, ...; fl. I secolo) è stato un militare romano.

## Biografia
Severo era iscritto alla tribù Voltinia e servì nella Legio IIII Macedonica, divenendo, in seguito, veterano. In un'epigrafe, scoperta a Faenza, viene riportata l'intera carriera militare di Pomponio: 
(AE 1999, 647)
 Oltre, probabilmente, a un'altra iscrizione: 
(Doni, Inscr. antiq., CI V, nº 27)